# Reinier Alcántara
Reinier Alcántara Nuñez (Pinar del Río, 14 gennaio 1982) è un ex calciatore cubano, di ruolo attaccante.

## Carriera

### Club
Ha trascorso l'intera carriera tra Cuba e Stati Uniti.

### Nazionale
Ha vestito la maglia della Nazionale cubana dal 2005 al 2008.